# Кризис (книга)
Кризис (англ. Upheaval) ― научно-популярная книга американского эволюционного биолога, физиолога, биогеографа Джареда Даймонда. Книга впервые вышла в свет в 2019 году в США.

## Содержание
Автор книги пытается проанализировать разрушительные кризисы (политические, экономические, гражданские, экологические и т. д.), которые могут разрушить целые страны, и многочисленные причины, их вызывающие. Он задаётся вопросом: что такое кризис? Почему одни страны успешно преодолевают его последствия, а другие нет?
Чтобы подкрепить свой анализ реальными примерами, Даймонд исследует прошлые кризисы, поразившие такие страны, как Финляндия, Япония, Чили, Индонезия, Германия, Австралия и США.
Даймонд также пытается понять, как люди учатся справляться с личными травмами, и как эти подходы могут быть применены к странам. Неожиданный вывод состоит в том, что люди действительно извлекают уроки из кризиса, а страны ― редко. Он также заключает, что Соединенные Штаты Америки, к сожалению, являются страной, в которой кризисы усугубляются.
Обо всем этом и многом другом рассуждает в своей книге Джаред Даймонд — автор, удостоенный Пулитцеровской премии за книгу «Ружья, микробы и сталь».

## Отзывы
Критик Мойсес Наим из газеты Washington Post написал в своей рецензии:

«Точно так же, как его предыдущая и гораздо более строгая работа „Ружья, микробы и сталь“ страдала от чрезмерной зависимости от географии для объяснения сложных, многомерных событий, эта книга страдает от чрезмерной зависимости от психологии. Но в некотором смысле это не имеет значения. Хотя анализ спотыкается, достоинства повествования Даймонда проявляются насквозь. Игнорируйте его попытки навязать историю терапевтических 12 шагов. Игнорируйте также его правильные, но неудивительные размышления об опасных угрозах, с которыми сталкивается человечество (ядерное оружие, изменение климата, истощение ресурсов и неравенство). Вместо этого позвольте этому опытному наблюдателю со сверхъестественным взглядом на мелкие детали, раскрывающие более важные истины, отправиться в кругосветную экспедицию и пройти через захватывающие поворотные моменты в семи странах. „Кризисы“ гораздо лучше работает как рассказ о путешествиях, чем как вклад в наше понимание национальных кризисов»— 
Колин Кидд из издания The Guardian писал:

«Методы Даймонда ― проведение прямых параллелей между личными и национальными травмами, а также между психологией людей и характером наций, ― не используются историками, которые склонны подчеркивать особенность обстоятельств и сложную неповторимость событий. Даймонд, однако, создает свой сюжет, противопоставляя различные затруднения, которые он обсуждает, обращая внимание в как можно более недетерминированном режиме на открытые исторические возможности. Пророк не дает нам высеченных в камне заповедей, но мы были предупреждены»— 

## Издание в России
Книга была переведена на русский язык и вышла в свет в издательстве «АСТ» в 2020 году. ISBN 978-5-17-116636-6.